# Болотная руда

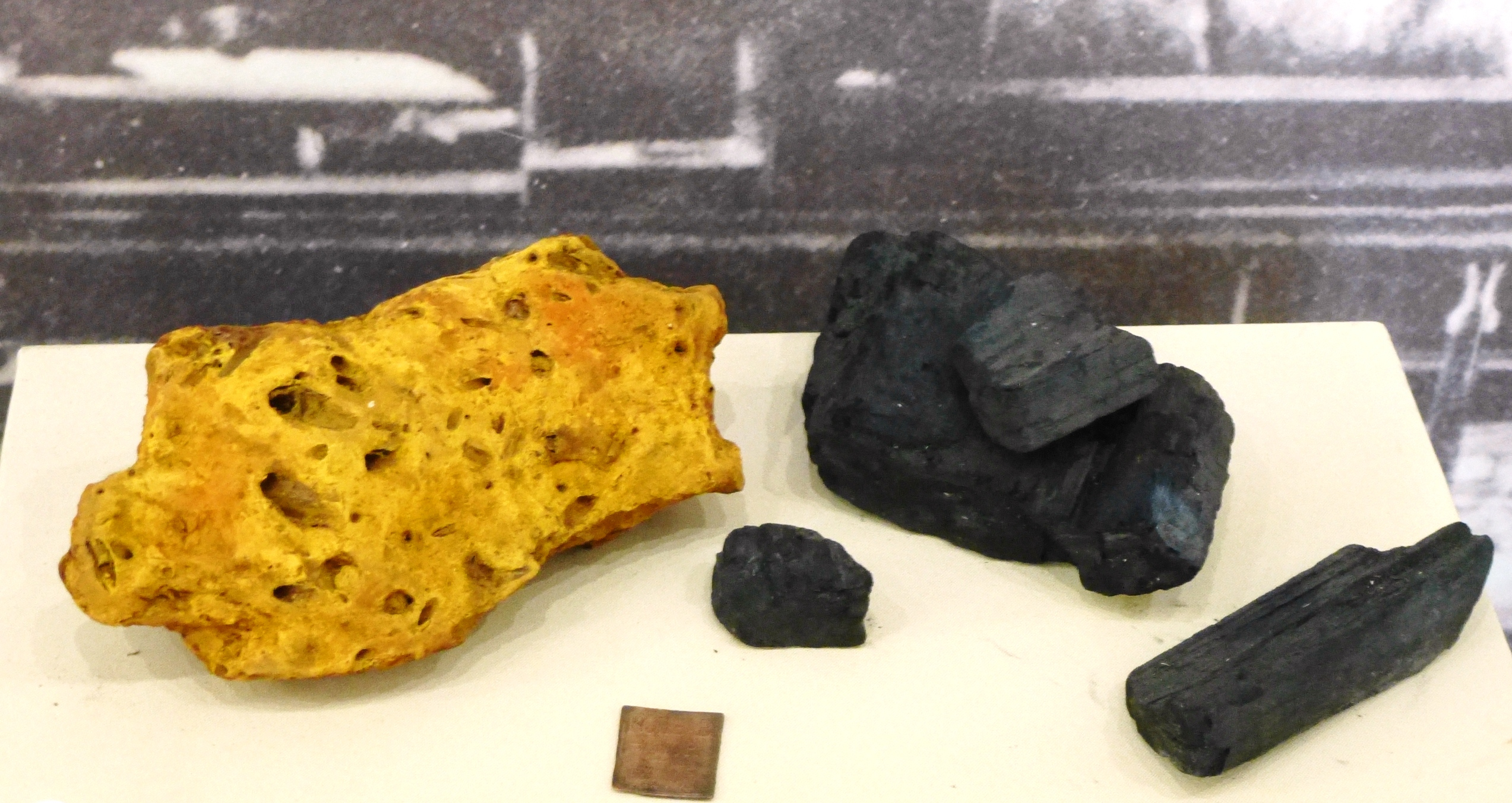
Озёрная руда и древесный уголь. Использовались для производства железа на Олонецких горных заводах. Национальный музей Республики Карелия.

Боло́тная руда́ — представляет собой разновидность бурого железняка (лимонита), естественно отлагающуюся в болотах на корневищах болотных растений благодаря жизнедеятельности особых микроорганизмов. По морфологическим признакам среди лимонитовых руд выделяются оолитовые (разных размеров), корковые, губчатые и монетные. Оолитовые руды состоят из мелких шарообразных, округлых конкреций — оолитов. По размеру оолитовые руды делятся на бобовые (1—2 см), гороховые (0,3—1 см), дробовые (0,1—0,3 см), пороховые (до 0,1 см). По консистенции она плотная, охровидная, иногда пористо-туфовидная с отпечатками растений.
Болотные руды содержат 20—60 % окиси железа, также некоторые количества закиси железа, окиси марганца, воды (до 30 %), кремнекислоту в виде силикатов, примесь песка, органических веществ, фосфорной кислоты (до 8 %). Вследствие примесей болотные руды считаются низкокачественными и непригодными для современной промышленности.
Очень близка к болотной руде озёрная и дерновая или луговая руды, встречающиеся в виде пористых конкреционных отложений на дне озёр и в приречных или полуболотистых лугах. 

## Историческое значение
Изначально болотная и озёрная руда использовалась для производства железа в кричных горнах и домницах, являвшегося основой металлургии Руси до начала XVIII века.
Восстановление железа (освобождение от кислорода) из болотных и озёрных руд начинается при температуре 400 °C, а при 700—800 °C получается так называемое губчатое железо. Специальные горнообразные печи — домницы — вмещали по 1,5—2 пуда руды (около 30 кг). В древности их делали на возвышенных местах, чтобы использовать силу ветра для усиления горения. Позднее научились применять искусственное дутьё, стали поддерживать огонь с помощью мехов. После варки железа в домнице с него как бы снимают «пену», то есть домница разламывается, из неё достаётся горячая крица, кладётся на наковальню и проковывается: при перековке из железа удаляется излишний шлак. Получается мягкое, то есть опарошное железо, дальнейшая переработка которого давала сталь. Домница за 1 сезон обычно выплавляла от 75 до 150 пудов железа.
При императоре Петре I начинается новый этап в развитии российской железоделательной промышленности. Строятся вододействующие заводы, использующие двустадийное производство. В домнах выплавляется чугун, а затем из чугуна в пудлинговых печах — железо. Однако большинство заводов продолжают использовать болотные и озёрные руды, в частности, Олонецкие заводы. И только с началом разработки уральских железных руд болотное и озёрное железо отходит на второй план, а вскоре и вовсе прекращается его промышленное использование.